# 優姫
優姫（ゆうひ、1998年 - ）は、日本のモデルである。大阪府出身。現在は大阪にある芸能事務所に所属。

## 略歴
2016年 7月、 小学館 の運営するサイト『 ポストセブンlab』に登場。芸能関係者の間で注目の的となり、都内の大手事務所が獲得を狙う逸材。
「岡山の奇跡」 桜井日奈子に続いて業界で「大阪の奇跡」と評される。高校卒業後に上京予定。
目標は親しみを持たれる女優になること。
趣味はイラスト、好きな食べ物はお寿司。カッパ巻きは嫌い。好きな本は山田悠介の「スイッチを押すとき」。恋人はいない。